# Cerepînkî, Ovruci
Cerepînkî (în ucraineană Черепинки) este un sat în comuna Cerepîn din raionul Ovruci, regiunea Jîtomîr, Ucraina.

## Demografie
Componența lingvistică a localității Cerepînkî
     Ucraineană (99,38%)
     Alte limbi (0,62%)
Conform recensământului din 2001, majoritatea populației localității Cerepînkî era vorbitoare de ucraineană (99,38%), existând în minoritate și vorbitori de alte limbi.